# Margarita Sanz
Margarita Sanz Jenkinson, más conocida como Margarita Sanz, (Guadalajara, Jalisco, México, 20 de febrero de 1954) es una actriz y directora teatral mexicana.

## Carrera
Margarita Sanz en su infancia perteneció a un coro infantil y participó en varias obras de teatro en su natal Guadalajara. En 1971 se muda a la Ciudad de México, donde estudió actuación en la Escuela de Arte Teatral del Instituto Nacional de Bellas Artes (I.N.B.A.) y en el Centro Universitario de Teatro (C.U.T.). 
Posteriormente en teatro actuó en obras como "La ópera de los tres centavos", "Misterio bufo" y "Cómo tener éxito con las mujeres". 
La primera telenovela en la que actuó fue Santa en 1978, donde actuó junto a Tina Romero, Manuel Ojeda y Sergio Jiménez.
En 1981 actuó en la telenovela Toda una vida junto a Ofelia Medina. 
En 1983 actuó en la telenovela Cuando los hijos se van, producción de Silvia Pinal y en donde actuó junto a la peruana Saby Kamalich, Raúl Ramírez y Roberto Ballesteros.
En 1984 actuó en la película estadounidense Dune. 
En 1987 la productora Carla Estrada le ofrece un papel estelar en la exitosa telenovela Quinceañera donde dio vida a la dulce y noble "Eduviges" y actuó al lado de Adela Noriega, Thalía, Ernesto Laguardia, entre otros.
Después de la terminación de la telenovela Quinceañera, la misma productora le ofrece un papel antagónico en otro éxito también, la telenovela Amor en silencio, en la cual dio vida a la inolvidable psicópata "Mercedes Silva", quien es recordada por ser la primera villana en asesinar a los protagonistas justo el día de su boda, en una escena que quedó en la historia de las telenovelas. Por su actuación, obtuvo su primer y único premio TVyNovelas como mejor actriz antagónica en 1989. En esta producción actuó junto a Erika Buenfil, Arturo Peniche, Omar Fierro, el primer actor Joaquín Cordero, entre otros con altos índices de audiencia en esos años. 
En 1990 actuó en la telenovela Amor de nadie junto a Lucía Méndez y Saúl Lisazo. 
Ha actuado en varias películas como El callejón de los milagros (1995), por la cual obtuvo su primer premio Ariel por Mejor Actriz; y también Frida (2002), entre otras. 
Junto con la actriz Martha Navarro comparte el privilegio de haber gando el Premio Ariel en las tres categorías en las que una actriz podía ser nominada: Mejor Actriz, Mejor Coactuación Femenina y Mejor Actriz de Cuadro. 
Su última telenovela en participar en Televisa fue en Amor de nadie, dedicándose a actuar en largometrajes.

## Trayectoria

### Televisión
- Juana Inés  (2016) - Sor María
- Montecristo (2006-2007) - Leticia Monserrat de Lombardo
- Las Juanas (2004-2006) - Doña Gallardo de Matamoros
- La calle de las novias (2000) - Ernestina de Sánchez
- Amor de nadie (1990-1991) - Maggie Santiesteban
- Amor en silencio (1988) - Mercedes Silva (villana principal)
- Quinceañera (1987-1988) - Eduviges Sarcoser
- Cuando los hijos se van (1983) - Rebeca
- Toda una vida (1981) - Soledad
- Santa (1978)
- Canasta de cuentos mexicanos (1972)

### Largometrajes
- Leona (2018) - Abuela
- Las oscuras primaveras (2014) - María
- Más negro que la noche (2014) - Evangelina
- El garabato (2008)
- Espérame en otro mundo (2007) - Gloria
- Frida (2002) - Natalia Trotski
- La habitación azul (2002) - Dora
- El callejón de los milagros (1995) - Susanita
- Un volcán de lava de hielo (1994)
- Quimera (1994)
- La vida conyugal (1993) - Márgara
- Arcángel Miguel (1991)
- El imperio de la fortuna (1986) - Carita de Canario
- Miracles (1986) - Carol
- Frida, naturaleza viva (1984) - Amiga
- Dune (1984) - Sirvienta de Lady Jessica

### Cortometrajes
- Tres variaciones de Ofelia (2015) - Ofelia
- Amor de madre (2006) - Isabel
- La bufanda del cielo (2005) - Lucia Renard
- Perriférico (1999) - Pordiosera
- Preludio (1999)
- Pasajera (1997) - Mujer en el bus

### Teatro
- Vámonos a la guerra (1977) dir. Héctor Mendoza
- La cultura me da risa (1979) dir. Gérald Huillier
- El destierro (1982) dir. José Caballero
- Crímenes del corazón (1984) dir. Héctor Mendoza
- Amor a cuatro tiempos (1985) dir. Eduardo López Rojas
- Una pareja muy abierta (1987) dir. Benjamín Cann
- La marquesa de Sade (1988) dir. José Caballero
- Matrimonio liberado (1991) dir. Felipe Santander[1]
- Las golondrinas (2023) Dirigida por ella misma.

## Premios y nominaciones

### Premios Ariel
| Año  | Categoría                  | Película                    | Resultado |
| ---- | -------------------------- | --------------------------- | --------- |
| 2015 | Mejor coactuación femenina | Las oscuras primaveras      | Nominada  |
| 2003 | Mejor actriz de cuadro     | La habitación azul          | Ganadora  |
| 1995 | Mejor actriz               | El callejón de los milagros | Ganadora  |
| 1985 | Mejor coactuación femenina | Frida, naturaleza viva      | Ganadora  |

### Festival de Cine de Paraguay
| Año  | Categoría    | Película                    | Resultado |
| ---- | ------------ | --------------------------- | --------- |
| 1996 | Mejor Actriz | El callejón de los milagros | Ganadora  |

### Festival de Cine Gramado
| Año  | Categoría               | Película                    | Resultado |
| ---- | ----------------------- | --------------------------- | --------- |
| 1996 | Mejor Actriz de Reparto | El callejón de los milagros | Ganadora  |

### Diosas de Plata
| Año  | Categoría    | Película               | Resultado |
| ---- | ------------ | ---------------------- | --------- |
| 2008 | Mejor Actriz | Espérame en otro mundo | Nominada  |

### Premios TVyNovelas
| Año  | Categoría     | Telenovela       | Resultado |
| ---- | ------------- | ---------------- | --------- |
| 1989 | Mejor villana | Amor en silencio | Ganadora  |

### Premios ACPT (teatro)
| Año  | Categoría                     | Telenovela      | Resultado |
| ---- | ----------------------------- | --------------- | --------- |
| 2023 | Mejor actriz en rol principal | Las golondrinas | Ganadora  |